# Mont Clapier
Der Mont Clapier ist ein Berg in den Seealpen am Alpenhauptkamm direkt an der Grenze zwischen Frankreich und Italien. Mit einer Höhe von 3045 m ist er der südlichste Dreitausender der Alpen.
Er besteht aus Gneis und Granit.
Die französische Südseite gehört zur inneren Schutzzone des Nationalpark Mercantour. Auf italienischer Seite liegt der Glacier du Clapier, der als südlichster Gletscher der Alpen gilt.

## Geographie
Er ist Teil des Mercantour-Massivs und liegt etwa 40 km vom Mittelmeer entfernt. 

## Aussicht
Die Aussicht ist sehr umfangreich und reicht im Süden bis zum Mittelmeer, im Norden zum Monte Viso und im Nordosten zu den Hochalpen.
An klaren Tagen kann man sogar Korsika erblicken.